# José Luis Albareda y Sezde
José Luis Albareda y Sezde (Sanlúcar de Barrameda, 1828 - Madrid, 3 de novembre de 1897) fou un periodista i polític espanyol, ministre de Foment durant el regnat d'Alfons XII i de Governació durant la regència de Maria Cristina d'Habsburg-Lorena. Com a periodista va fundar i va dirigir diverses publicacions de pensament polític, intel·lectual i cultural, la més longeva d'elles Revista de España. En el seu retrat també apareixen les facetes de "faldiller, tauròfil i esportista".
Fou batejat a Cadis — encara que li agradava presumir de ser del Puerto — va iniciar la seva formació en el col·legi dels Marianistas de Cadis, traslladant-se després a Sevilla per estudiar Dret, període durant el qual la seva família s'arruïna. Resolt a tirar endavant, va viatjar a Madrid, començant a col·laborar en el periòdic Las Novedades i dirigint després El Contemporáneo, on també hi col·laborava Gustavo Adolfo Becquer, periòdic liberal actiu des del 20 de desembre de 1860 fins a 1865. Membre de la Unió Liberal, obtindrà acta de diputat per la circumscripció de Cadis en les eleccions celebrades entre 1863 i 1865. La seva carrera política patí una ensopegada en les últimes Corts Generals d'Isabel II, i és bandejat, participant activament en l'entramat de la Revolució de 1868.

## Trajectòria a les institucions estatals
El 1868 fundà la Revista de España i quan es produí la revolució de 1868, fou escollit regidor de Madrid. Fou escollit per Alcoi a les eleccions generals espanyoles de 1869, per Pego a les de 1871 i abril de 1872, i per Dénia a les 1876 pel Partit Constitucional.
El 1874 fou nomenat governador civil de Madrid i posteriorment fou diputat del Partit Liberal Fusionista per Sanlúcar la Mayor a les eleccions generals espanyoles de 1879, per Sevilla a les de 1881 i Morón de la Frontera a les de 1884. El 1887 fou nomenat senador per Sevilla, en 1891 per Palència i el 1893 serà nomenat senador vitalici.
Va ser ministre de Foment entre el 8 de febrer de 1881 i el 9 de gener de 1883 en un govern que presidiria Sagasta. Posteriorment, i novament sota la presidència del polític liberal, ocuparà la cartera de ministre de Governació entre el 12 de novembre de 1887 i el 14 de juny de 1888. També fou ambaixador a París i Londres i governador del Banco Hipotecario de 1893 a 1896.

## Trajectòria periodística
Conservador a l'anglesa i fidel als ideals de la sobirania d'Espanya, ben relacionat amb l'aristocràcia amb inquietuds culturals, humil i actiu entre milionaris, se l'ha recordat com "el més aristocràtic dels periodistes i el més elegant dels polítics".
La Llei Cánovas de 1864 havia obert certa llibertat de premsa, que va desaparèixer després del pronunciament dels sergents de la caserna de San Gil i les tràgiques represàlies. Albareda no obstant això, agosarat i temerari, va fundar el periòdic El Debate (1871-72) en el mateix any que va ser promulgat el Decret del 7 de març de 1867, potser la llei de censura més restrictiva del segle xix. Des de les seves pàgines es militava contra la polítiques radicals de Ruiz Zorrilla, i en suport de Sagasta i Serrano. Com a director d'aquest setmanari, Albareda va col·locar a un jove protegit seu, Benito Pérez Galdós, actiu periodista i crític parlamentari i futur escriptor.
La seva següent publicació va ser la Revista de España, des del principi un bastió de suport per Amadeu I d'Espanya, però el caràcter eclèctic del qual li permetria sobreviure fins a 1895 (si bé en la seva etapa final, Albareda, Governador del Banc Hipotecari, ja es trobava al marge de la direcció de La Revista, que havia passat a les mans d'un altre jove cap liberal emergent: José Sánchez Guerra.